# 洪捷序
洪捷序（1960年1月—），男，福建南安人，中华人民共和国政治人物。同济大学建筑系建筑学专业毕业。曾任福建省人民政府副省长，负责科技、国土资源、民族与宗教事务、对口支援、残疾人事业等工作。

## 生平
1988年加入九三学社。历任华侨大学建筑系教师、系主任，建筑设计院院长，福建省建设厅副厅长等职。2008年1月当选福建省人民政府副省长。2018年1月，当选第十三届全国政协常务委员、福建省政协副主席。
2023年1月13日，卸任福建省政协副主席职务。